# Rudolf Michalsky
Rudolf Michalsky (* 23. April 1952 in Norf) ist ein ehemaliger deutscher Radrennfahrer.

## Sportliche Laufbahn
Rudolf (Rudi) Michalsky startete für den Verein VfR Büttgen. 1970 wurde er deutscher Meister der Jugend im Straßenrennen, den Titel im Mannschaftszeitfahren gewann er im Jahr zuvor. Er gewann das Etappenrennen Vöslauer Jugendtour (Dusika-Tour) 1970. Da er sich auf den Straßenradsport konzentrieren wollte, wechselte er zum PSV Köln, wo er an der Seite von Erwin Derlick und Dieter Koslar fuhr. Er bestritt mit der deutschen Nationalmannschaft 1974 die Internationale Friedensfahrt, schied aber aus der Rundfahrt aus. Die Berliner Vier-Etappenfahrt konnte er 1976 für sich entscheiden. Im Mai war er Zweiter beim Amateurrennen Rund um den Henninger-Turm geworden. 1979 gewann er zwei Etappen der Niedersachsen-Rundfahrt und den Großen Straßenpreis von Düsseldorf. 1983 beendete er seine Laufbahn.

## Berufliches
Michalsky absolvierte eine Ausbildung im Tischlerhandwerk und arbeitete auch in seiner Amateurzeit in diesem Beruf.

## Familiäres
Er ist der jüngere Bruder von Hans Michalsky, der ebenfalls Radrennfahrer war.